# Fikile Magama
Fikile Venessa Magama (* 19. Januar 2002 in Gugulethu) ist eine südafrikanische Fußballspielerin.

## Karriere

### Verein
Zurzeit ist Magama für die Mannschaft der University of Western Cape aktiv.

### Nationalmannschaft
Mit der südafrikanischen U17 nahm sie an der Weltmeisterschaft 2018 teil, wo sie zu zwei Einsätzen kam.
Für die A-Nationalmannschaft gab Magama am 8. Oktober 2022 bei einer 1:4-Freundschaftsspielniederlage gegen Australien ihr Debüt, wo sie auch gleich in der Startelf stand. Ein weiterer Einsatz folgte bei einer 2:3-Freundschaftsspielniederlage gegen Serbien.
Am 23. Juni 2023 wurde sie für den finalen südafrikanischen Kader der Weltmeisterschaft 2023 nominiert.